# Amphotis marginata
Amphotis marginata är en skalbaggsart som först beskrevs av Fabricius 1781.  Amphotis marginata ingår i släktet Amphotis, och familjen glansbaggar. Enligt den svenska rödlistan är arten nära hotad i Sverige. Arten förekommer i Götaland, Gotland, Öland och Svealand. Artens livsmiljö är jordbrukslandskap, skogslandskap, stadsmiljö.